# Protetyka
Protetyka – dziedzina wiedzy z pogranicza medycyny i techniki, zajmująca się uzupełnianiem ubytków tkankowych, narządowych lub czynnościowych przy pomocy sztucznego materiału zastępczego (protezy).
Ze względu na obszar zainteresowania, wyróżniamy:
- protetykę stomatologiczną
- protetykę słuchu
- protetykę naczyniową
- protetykę ortopedyczną
- protetykę regionów ważnych ze względów estetycznych (proteza ubytków w obrębie twarzy, proteza sutka po mastektomii, proteza jądra itp.)
- optykę okularową.

Przeczytaj ostrzeżenie dotyczące informacji medycznych i pokrewnych zamieszczonych w Wikipedii.